# Liandra Sadzo
Liandra Sadzo (Antwerpen, 15 juni 1999) is een Belgisch-Chileense actrice. Vooral bekend als haar rol van Kyra Dillen in D5R en Merel in de Ketnet-reeks #LikeMe.

## Carrière
Sadzo speelde een kleine rol in de film van Jan Verheyen, Zot van A. Sadzo is bekend geworden door de rol van Kyra in de serie D5R. Ze kreeg de rol op vijftienjarige leeftijd tijdens een auditie met meer dan 300 jongeren. Uit die 300 werden er vijf jongeren geselecteerd: Sander Provost, Jamie-Lee Six, Thijs Antonneau, Angela Jakaj en zijzelf. Samen met haar coacteurs werd ze genomineerd voor de prijs Beste Ketnetreeks bij Het gala van de gouden K's 2014 en die wonnen ze. Ook heeft ze een eigen boek met als titel 100% Liandra. 
Sinds 2019 is ze ook te zien in de Ketnet-reeks #LikeMe. Daar vertolkt ze de rol van Merel Mintiens.

## Televisie
- D5R (2014-2022) - als Kyra Dillen
- Just Like Me! (2016-2017) - als Rox
- Komen Eten (2018) - als kandidaat
- #LikeMe (2019-2024) - als Merel Mintiens
- Echte Verhalen: De Buurtpolitie (2020) - als Inspecteur Louise Mertens
- Echte Verhalen: De Buurtpolitie VIPS (2022) - als Inspecteur Louise Mertens
- Familie (2024) - als Zoë

## Film
- Zot van A. (2010) - als Brenda
- D5R: de film (2017) - als Kyra Dillen
- De Buurtpolitie: De Perfecte Overval (2022) - als Inspecteur Louise Mertens
- D5R: De Laatste Zomer Samen (2023) - als Kyra Dillen